# (5889) Mickiewicz
(5889) Mickiewicz ist ein Asteroid des Hauptgürtels, der am 31. März 1979 vom russischen Astronomen Nikolai Stepanowitsch Tschernych am Krim-Observatorium in Nautschnyj (IAU-Code 095) entdeckt wurde.
Der Asteroid wurde nach dem polnischen Poeten und Dramatiker Adam Mickiewicz (1798–1855) benannt, der als der Nationaldichter Polens und wichtigster Vertreter der polnischen Romantik gilt.